# Pointe des Galets
La pointe des Galets est un cap au nord-ouest de l'île de La Réunion, département d'outre-mer français au sud-ouest de l'océan Indien. Elle est actuellement entièrement bâtie, car elle accueille le centre-ville de la commune du Port ainsi que ses infrastructures portuaires, le port de la Pointe des Galets.